# Syndrome de Münchhausen par procuration
Pour les articles homonymes, voir Münchhausen.
 Mise en garde médicale
Le syndrome de Münchhausen par procuration (SMpP) est une forme extrême de maltraitance, généralement des violences physiques sur des enfants, où une personne adulte (majoritairement une femme) qui a la charge médicale d'une tierce personne, souvent un enfant, simule, exagère ou déclenche délibérément des problèmes de santé graves et répétés, puis amène cette personne consulter un médecin ou un service de soins médicaux. Le but est d'attirer l'attention et la compassion à travers la maladie de l'enfant, s'agissant d'une forme de pathomimie par procuration.
L'ampleur réelle et la prévalence du SMpP sont probablement rares, mais à l'heure actuelle, elles restent encore inconnues.
Cette forme de maltraitance à enfant relève juridiquement de la prise en charge de l’« enfance en danger ». Elle est identifiée en ces termes en 1977 par le pédiatre anglais Roy Meadow, qui fut également expert judiciaire dans des condamnations pour homicides de mères frappées par de multiples morts subites du nourrisson, qu'il jugeait liées au SMpP. Une controverse importante émergea sur Meadow, son utilisation des statistiques, et sur le SMpP en soi, à l'occasion de l'acquittement en cour d'appel de mères injustement condamnées.
La définition, le diagnostic et les conséquences liées au diagnostic de ce syndrome, notamment le risque d'erreurs judiciaires, ont entraîné de vives contestations et des polémiques revendiquées par des associations, notamment françaises et américaines, et relayées par la presse.
Ce syndrome n'a aucun rapport avec le syndrome d'aliénation parentale. Ce dernier, qui n’a aucun fondement scientifique, correspondrait à un simple trouble relationnel entre l'enfant et au moins un des parents. Il n'est par ailleurs reconnu par aucune théorie diagnostique (voir le manuel diagnostique et statistique des troubles mentaux ou la classification internationale des maladies).

## Description et définition
Le SMpP est une dénomination dont le contour a largement évolué: initialement, il a été décrit pour dénommer des falsifications ou des inductions de maladies en pédiatrie, assorties d'interventions médicales à répétition. Intuitivement, les deux points essentiels qui caractérisent le SMpP sont :
- des falsifications de l'état de santé du patient, qui peuvent prendre différentes formes, de l'induction à l'exagération ;
- une motivation du parent, ou du responsable du patient, conceptualisée comme analogue à celle d'un patient atteint du syndrome de Münchhausen, qui serait une recherche d'attention de la part du corps médical.

La conjonction de ces deux caractéristiques est au centre de polémiques médicales. Essentiellement les suivantes :
- le SMpP doit-il être considéré comme une pathologie mentale, analogue au syndrome de Münchhausen, ou doit-il être considéré plus prosaïquement comme une maltraitance (et non pas un syndrome médical) ?
- le diagnostic doit-il se focaliser sur la psychologie du responsable du patient, souvent la mère, ou doit-il se focaliser sur la démonstration d'une falsification ?

En ce début du  XXIe siècle, l'opinion dominante semble être que le SMpP doit se diagnostiquer sur la démonstration d'une falsification, et qu'il s'agit d'une forme de maltraitance. Les critères diagnostiques de Rosenberg en 2003 ont tenté de répondre à la question épistémologique de la méthode de diagnostic d'une falsification, ce qui permet d'objectiver la maltraitance sur des faits plutôt que sur la psychologie de la mère. En 2008, le sigle « maltraitance médicale de l'enfant » (ou Medical Child Abuse) est apparu pour régler cette question et résolument placer la victime et son sort, ainsi que les comportements du corps médical, au centre de la question.
Historiquement, il a été petit à petit, attesté que certaines situations catégorisées, comme la mort subite du nourrisson pouvait s'inscrire intuitivement dans la continuité du SMpP, à un âge plus précoce que ce qui avait été observé auparavant.
Ultérieurement, compte tenu de la diversité nosographique et de la diversité des situations des victimes, et notamment leur âge, l'étendue du SMpP, ainsi que le spectre de la sévérité des conséquences sur les victimes, s'élargirent considérablement.
Les dénominations de « maltraitance médicale de l'enfant » et de « trouble factice imposé à autrui » semblent donc plus adaptées, des points de vue respectifs des travailleurs sociaux et du corps médical, que la dénomination de « syndrome de Münchhausen par procuration ». Cette dernière dénomination est en effet actuellement[Quand ?] émotionnellement associée à des cas sordides et extrêmes, ainsi qu'à la polémique judiciaire impliquant Roy Meadow. Ce dernier regretta par ailleurs en 1995 son choix terminologique, tout en se félicitant en 2002 d'avoir ainsi réussi à attirer l'attention du public.

## Signes cliniques

### Critères diagnostiques du DSM-V
Selon le Manuel diagnostique et statistique des troubles mentaux, connu et utilisé dans le milieu médical sous l'acronyme DSM-V, le SMpP se classifie dans la catégorie des « troubles factices imposés à autrui » présentée selon les critères diagnostiques suivants :
- « Falsification de signes ou symptômes physiques ou psychologiques, ou induction de blessures ou maladies dans une autre personne dans le but d'induire en erreur ».
- Présentation d'une tierce personne comme malade, blessée ou fonctionnellement handicapée.
- Persévérance dans la manipulation, même en l'absence de gains extérieurs observables.
- Le comportement n'étant pas mieux expliqué par un autre trouble mental classifié.

Le SMpP est habituellement caractérisé par l'intention de l'inducteur ou du falsificateur, qui serait de bénéficier de l'attention du corps médical. Techniquement, cette considération est absente d'un trouble factice imposé à autrui selon le DSM-V. Toutefois, sans prendre position sur la psychologie de l'inducteur ou du falsificateur, un tel diagnostic selon le DSM-V est bien un diagnostic psychiatrique posé sur l'inducteur ou le falsificateur, plutôt qu'un diagnostic de maltraitance sur autrui en soi.
Le trouble factice imposé à autrui est une innovation du DSM-V, auparavant, dans le DSM-IV, le trouble factice et le trouble factice imposé à autrui étaient confondus.

### Critères diagnostiques de Rosenberg (2003)
La pédiatre américaine Donna Andrea Rosenberg publia, en 2003, un article affinant les modalités de diagnostic d'un Münchhausen par procuration, tout en ignorant volontairement les considérations sur les motivations de l'inducteur ou du falsificateur. La particularité de cet article consiste en la prise en compte des difficultés à établir un diagnostic en présence de données parcellaires, et il propose quatre sous-types pour les résultats d'une tentative de diagnostic : définitivement admis, possible, non probant, définitivement exclu. Les critères de diagnostics, tous nécessaires, sont :
- l'enfant a été répétitivement présenté pour une prise en charge médicale ;
- un test ou événement atteste une altération exogène de la santé de l'enfant ou de son statut médical ;
- le résultat dudit test ou événement n'est pas de manière crédible le résultat d'une erreur de test ou d'une mauvaise interprétation, ni d'un transport défectueux du spécimen testé ;
- aucune explication pour le résultat dudit test ou événement autre que la falsification d'une maladie n'est médicalement possible ;
- aucun élément n'exclut de manière crédible la falsification d'une maladie.
Il est à noter, historiquement, que l'apparition de ces nouveaux critères diagnostiques répond à un contexte judiciaire particulièrement explosif. Ce qui induisit alors une nécessaire réévaluation des pratiques épistémologiques associées aux aspects judiciaires du SMpP.

### Critères diagnostiques de Meadow (1995)
Le syndrome de Münchhausen par procuration est une maltraitance généralement pratiquée par un membre de la famille ou un proche sur une tierce personne, généralement un enfant mineur. Ce type de maltraitance est principalement caractérisée par les critères suivants :
- une maladie chez un enfant qui est simulée, voire simplement produite par le parent ou le responsable de l'enfant ;
- la présentation de l'enfant pour des investigations et des traitements, de façon persistante ou inhabituelle par le parent auprès d'un service de soins ;
- la négation par le parent ou le responsable de la maltraitance de l'origine exacte de la maladie de l'enfant ;
- le syndrome et les signes aigus de ladite maladie qui disparaissent lorsque l'enfant est séparé du parent ou du responsable maltraitant.

Ces quatre critères diagnostiques furent récapitulés par Meadow dans son article de 1995 comme étant les critères utilisés en pratique pour catégoriser une situation relevant d'un Münchhausen par procuration. Cependant, Meadow a soulevé des objections dans cet article, affirmant que ces critères ne sont pas suffisants. Il a également précisé que l'étiquette « Münchhausen par procuration » ne devrait être utilisée que dans des circonstances très spécifiques, c’est-à-dire lorsque la personne à l’origine des soins est principalement motivée par l'attention qu'elle reçoit de l'interaction avec le corps médical.
Le souci de Meadow était alors de différencier la maltraitance médicale d'un enfant résultant d'un Münchhausen par procuration des autres situations ou maltraitances pouvant relever des quatre critères mentionnés plus haut. Il souhaitait que la dénomination « Münchhausen par procuration » qualifie une forme spécifique de maltraitance et ne soit pas un diagnostic associé à la personne qui commence les soins. Paradoxalement, pour différencier cette forme spécifique de maltraitance, et adopter la meilleure réponse possible des services médico-sociaux, il argumenta qu'il était nécessaire de différencier, pour des raisons pronostiques, les motivations psychologiques des personnes qui commence les soins, généralement les mères, et exclut donc les situations suivantes :
- maltraitance physique déguisée ;
- retards de croissance d'origine non organique ou maltraitance par négligence ;
- parents hyperanxieux ;
- mères avec troubles délirants ou hallucinatoires ;
- syndrome de mascarade (mise sous dépendance médicale pour éviter l'autonomisation d'un enfant) ;
- hystérie par procuration ;
- nomadisme médical ;
- mères maternant leur enfant jusqu'à la mort.

### Signes évocateurs selon Libow et Schreier (1993)
En 1993, à la suite du premier article tentant de systématiser la description d'un syndrome, Judith Libow et Herbert Schreier publièrent le premier livre qui fit référence au sujet du syndrome de Münchhausen par procuration. C'est une approche clinique (et non pas épidémiologique) qui les amena à proposer une collection de signes évocateurs :
- un enfant souffrant d'un ou plusieurs problèmes médicaux qui ne répondent pas correctement au traitement prescrit, ou l'évolution desquels est inhabituelle, et ce, de façon persistante, troublante et inexpliquée.
- un tableau clinique ou des résultats d'analyses hautement inhabituels, en discordance avec l'histoire ou la présentation du patient, ou physiquement ou cliniquement impossibles.
- un parent qui semble cultivé sur le plan médical, fasciné par les détails médicaux et les bavardages du personnel hospitalier, semblant apprécier le milieu hospitalier, et qui exprime de l'intérêt pour les détails des problèmes des autres patients.
- un parent hautement impliqué, réticent à quitter le chevet de son enfant et qui lui-même semble nécessiter une attention permanente.
- un parent qui apparaît paradoxalement calme en présence des difficultés sérieuses rencontrées dans l'évolution de l'état de santé de leur enfant, tout en soutenant et encourageant le médecin avec véhémence, ou qui s'avère énervé, qui humilie l'équipe soignante et demande toujours davantage d'interventions ou procédures médicales, des diagnostics complémentaires, et qui demande des transferts vers des institutions plus spécialisées.
- le parent suspecté peut éventuellement travailler dans le domaine médical, lui-même, ou manifeste un intérêt pour une profession dans le domaine de la santé.
- Les signes et symptômes de la maladie de l'enfant peuvent diminuer ou simplement disparaître en l'absence du parent (une hospitalisation et une surveillance pointilleuse peuvent être nécessaires pour établir une relation causale).
- un historique familial de maladies similaires ou inexpliquées, ou un décès dans la fratrie.
- un parent dont les symptômes sont similaires à ceux des problèmes médicaux de leur enfant, ou un historique de maladies qui est en soi troublant ou inhabituel.
- une relation entre les parents suspectée d'être émotionnellement distante ; l'époux souvent, ne se présente pas pour des visites au patient et a peu de contact avec les médecins, même lorsque l'enfant est hospitalisé pour une grave maladie.
- un parent qui évoque des évènements dramatiques et négatifs, tels que des incendies au domicile, des cambriolages, ou des accidents de voiture, qui les affectent eux et leur famille pendant que leur enfant est sous traitement.
- un parent qui semble avoir un besoin insatiable d'admiration ou qui entreprend de manière égocentrique de faire reconnaître publiquement ses compétences.
- un patient dont l'état de santé se détériore inexplicablement dès qu'une décharge de l'hôpital est prévue.

### Confusion terminologique
Compte tenu des controverses et du manque de consensus sur sa définition, les situations relevant du syndrome de Münchhausen par procuration ou apparentées se retrouvent dans la littérature médicale sous une diversité de dénominations :
- Abus médical de l'enfant (Roesler et Jenny, 2009)
- Münchhausen par Internet (Feldman 2000)
- Trouble factice imposé à autrui (en vigueur) (États-Unis, 2013) American Psychiatric Association, DSM-5
- Trouble factice par procuration (suggéré) (États-Unis, 2000) American Psychiatric Association, DSM-IV-TR
- Trouble factice par procuration (suggéré) (États-Unis, 1994) American Psychiatric Association, DSM-IV
- Maladie falsifiée ou induite par un proche (Royaume-Uni, 2002) The Royal College of Paediatrics and Child Health
- Maladie factice par procuration (1996) Organisation mondiale de la Santé
- Falsification de la condition pédiatrique (suggéré) (États-Unis, 2002) l'American Professional Society on the Abuse of Children a suggéré cette terminologie pour poser un diagnostic sur l'enfant ou la victime ; le malfaiteur serait conjointement diagnostiqué d'un « trouble factice par procuration » ; le SMpP serait alors défini comme un double diagnostic constitué de ces deux éléments, un diagnostic pour l'enfant et un diagnostic pour le proche.
- Maladie induite (Syndrome de Münchhausen par procuration) (Irlande, 1999–2002) Department of Health and Children
- Syndrome de Meadow (1984–1987) dénommé d'après Roy Meadow. À ne pas confondre avec le syndrome de Meadows qui depuis 1957 décrit une forme rare et complètement sans rapport de cardiomyopathie.
- Syndrome de Polle (1977–1984)[11],[12]. Désignait les enfants de parents souffrant de Münchhausen simple qui induisaient des maladies dans leurs enfants. Baptisé par Burman et Stevens d'après la croyance commune d'alors que la seconde épouse du baron de Münchhausen donna naissance à une fille nommée Polle pendant leur mariage. Le baron aurait déclaré que l'enfant n'était pas le sien, et l'enfant décéda de « convulsions » à l'âge de 10 mois. La dénomination tomba en désuétude en 1984, lorsqu'il fut découvert que Polle n'était pas le nom du bébé, mais en fait le nom de la ville d'origine de la mère[13],[14].
- Complexe de Médée (Lansky 1974)

## Diagnostic différentiel
Le syndrome de Munchhausen par procuration pourrait être confondu avec certaines pathologies qui présentent des signes cliniques communs. Le diagnostic différentiel reste cependant difficile.

## Signes caractéristiques du trouble
Les signes caractéristiques de ce trouble sont les suivants :
- Un enfant qui a un ou plusieurs problèmes médicaux qui ne répondent pas au traitement ou qui suivent un cours inhabituel qui est persistant, déroutant et inexpliqué.
- Des résultats d'examens médicaux ou d'analyses de laboratoire qui sont très inhabituels, qui ne concordent pas avec la présentation ou les antécédents du patient, ou qui sont physiquement ou cliniquement impossibles.
- Un parent qui semble très au fait des questions médicales, qui est captivé par les détails médicaux et les récits d’hôpital, qui apprécie l’univers hospitalier et qui s'intéresse aux détails des problèmes des autres patients.
- Une figure parentale extrêmement présente, qui hésite à s’éloigner de son enfant et qui semble elle-même dépendante d'une attention constante.
- Un parent qui semble exceptionnellement calme face à de graves difficultés dans l'évolution médicale de son enfant, tout en étant très compréhensif et encourageant pour le médecin, ou un parent qui est en colère, dévalorise le personnel et exige une intervention plus poussée, plus de procédures, une seconde opinion et des transferts vers des établissements plus sophistiqués.
- Le parent présumé peut travailler lui-même dans le domaine de la santé ou manifester un intérêt pour un emploi lié à la santé.
- Les signes et les symptômes de la maladie de l'enfant peuvent s'atténuer ou simplement disparaître en l'absence du parent (une hospitalisation et une surveillance attentive peuvent être nécessaires pour établir ce lien de causalité).
- Des antécédents familiaux de maladie ou de décès similaires ou inexpliqués chez un frère ou une sœur.
- Un parent présentant des symptômes semblables aux problèmes médicaux de son enfant ou des antécédents de maladie qui sont en soi déroutants et inhabituels.
- Une relation émotionnellement distante soupçonnée entre les parents ; le conjoint omet souvent de rendre visite au patient et a peu de contacts avec les médecins, même lorsque l'enfant est hospitalisé en raison d'une maladie grave.
- Un parent qui signale des événements dramatiques et négatifs, tels que des incendies de maison, des cambriolages ou des accidents de voiture, qui les touchent, eux et leur famille, pendant que leur enfant est en traitement.
- Un parent qui semble avoir un besoin insatiable d'adulation ou qui fait des efforts égoïstes pour faire reconnaître publiquement ses capacités.
- La santé de l'enfant qui se détériore de façon inexplicable chaque fois qu'il quitte l’hôpital ou que sa sortie de l’hôpital est planifié.
- Un enfant qui cherche des indices auprès d'un parent afin de simuler une maladie en présence de personnel médical.
- Un enfant qui s'exprime trop clairement sur la terminologie médicale et sur le processus de sa propre maladie pour son âge.
- Un enfant qui se présente au service des urgences avec des antécédents de maladies, de blessures ou d'hospitalisation répétées.

### Mort subite du nourrisson
La systématisation en syndrome du SMpP par Roy Meadow eut lieu à l'époque où de nombreuses études médicales s'intéressaient simultanément à la mort subite du nourrisson ainsi qu'au domaine de la maltraitance de l'enfant.
Le pédiatre Alfred Steinschneider, publia en 1972 une communication médicale dénommant la mort subite du nourrisson, le fit à la suite de la prise en charge médicale de l'enfant de Waneta Hoyt, qui décéda d'apnée en 1970. En 1995, Waneta Hoyt fut condamnée à 75 ans de prison pour avoir asphyxié ses cinq enfants, et ce dans un contexte évocateur du syndrome de Münchhausen par procuration. Une polémique eut lieu au sujet du comportement professionnel d'Alfred Steinschneider.
En 1999, Roy Meadow publia une étude liant la mort subite du nourrisson au syndrome de Münchhausen par procuration à partir de cas de condamnations d'infanticides.
Les morts subites du nourrisson qui ne résultent pas de causes naturelles représentent de 10 % à 20 % des cas selon J.L. Emery, à 10 %, ou de 5 % à 11 %,, et même parfois jusqu'à 36 % associé à 6 % de notification aux services sociaux. En 1992, la proportion des SMpPs lors d’événements apparemment potentiellement fatals a été estimée à 3 %, sachant que 50 % d'entre eux demeurent sans explications connues,. En 2008, la proportion des tels évènements relevant de la maltraitance s'évaluait à 11 %. La tâche de différencier, parmi les cas de morts subites non naturelles du nourrisson et les cas d'évènement apparemment potentiellement fatals, des cas de SMpP, est méthodologiquement toujours d'actualité,,.
Les témoignages subjectifs de mères condamnées pour double infanticides alors que le diagnostic était celui de mort subite du nourrisson sont rares, précieux et tragiques.

### Autisme et troubles envahissants du développement
Le Pr Michel Botbol, pédopsychiatre, et le Dr Ivan Godfroid, estiment qu'il pourrait arriver qu'« une mère atteinte de ce syndrome pousse son enfant à se renfermer pour essayer d’obtenir un diagnostic d’autisme, au point que l’enfant finirait par développer des signes qui miment réellement ce trouble ».
Cette théorie est contestée par de nombreux experts, dont la psychologue Lisa Blakemore Brown, et la Pr Nadia Chabane, a souligné que le SMpP « n’a absolument rien à voir non plus avec un trouble neurodéveloppemental ». Judith Gould, une éducatrice britannique spécialiste des enfants autistes, signalait en 1998 de nombreuses accusations infondées de SMpP contre des parents d'enfants autistes. L’Autism Research Institute cite le syndrome de Münchhausen par procuration comme « l'une des plus grandes injustices perpétrées contre les parents d'enfants malades », aux côtés de la théorie de la mère réfrigérateur. Il existe cependant un cas documenté d'abus de type SMpP sur un enfant autiste, le parent aggravant les troubles de l'enfant en raison des « faibles capacités de communication » de celui-ci.

## Étymologie

### Origine du terme «Syndrome de Münchhausen»

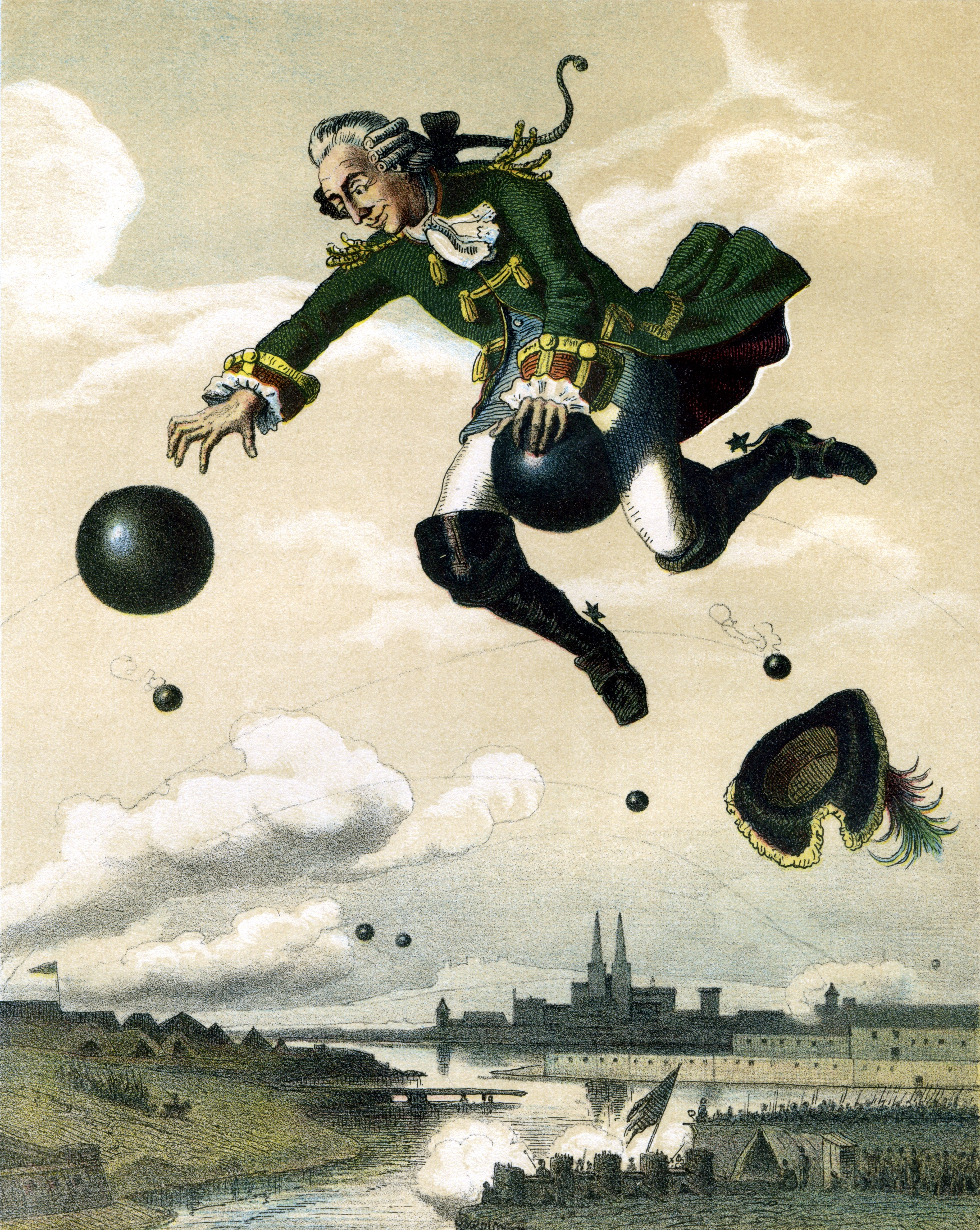
C'est en se référant aux aventures autant fictives qu'extraordinaires du baron de Münchhausen que le Dr Asher a créé cette appellation (Gravure de August von Wille).

Le nom de ce syndrome dérive du baron de Münchhausen (1720-1797), militaire allemand, mercenaire engagé dans l'armée russe, auquel sont attribués des exploits invraisemblables rapportés par Rudolf Erich Raspe. Le baron de Münchhausen est aussi connu en France sous le nom de « Baron de Crac » en tant que simple traduction de ses aventures mais aussi dans des pastiches, tel que celui écrit par l'humoriste Pierre Henri Cami.
En 1951, le Dr Richard Asher, médecin endocrinologue et hématologue britannique, fut le premier à décrire un schéma d'automutilation, où les patients s'inventaient des histoires de maladie, le but étant d'attirer l'attention des membres du corps médical sur elles et de les convaincre de l'existence de cette pseudo-maladie. Se souvenant des affabulations du baron de Münchhausen, le Pr Asher a dénommé cet état le « syndrome de Münchhausen ».
La graphie « Munchausen », qui diffère de l'allemand « Münchhausen », et qui fut reprise initialement par Asher, puis à sa suite par la littérature médicale anglophone, provient directement de la translittération pratiquée par Rudolf Erich Raspe.
À l'origine, ce terme était employé pour tous les troubles fictifs. De nos jours, le corps médical spécialisé considère qu'il existe toute une gamme de troubles fictifs, et le diagnostic de « syndrome de Münchhausen » est réservé aux formes les plus graves, où la simulation de la maladie est l'activité centrale dans la vie du patient.

### Origine du terme «Par procuration»
Avant d'être popularisée par Meadow, la dénomination « Münchhausen par procuration » fut la première fois employée en 1976 par John Money et June Faith Werlwas dans un contexte un peu différent, tandis que le référencement de la première occurrence de SMpP dans la littérature médicale est dû à Dine.
En 1977, le Dr Roy Meadow, pédiatre anglais a décrit, à son tour, une forme de sévices à enfant dans laquelle des parents, en l'occurrence deux mères, falsifient ou induisent des maladies chez leurs enfants : les urines du premier enfant, Kay, étaient teintées des menstruations de sa mère, induisant de multiples interventions médicales ; les urines du second enfant, Charles, contenaient des niveaux élevés de sodium, induits par sa mère infirmière, et il mourut à l'hôpital.
Meadow nomma ce comportement « Munchausen syndrome by proxy » en anglais, ce qui, traduit en français, signifie « syndrome de Münchhausen par procuration ». Les termes « proxy » ou « procuration » ont la même signification dans les deux langues et sont tous les deux issus du latin procuratio, terme qui signifie « le pouvoir que quelqu’un donne à une autre personne pour agir en son nom ».
Dans le cas de cet aspect du syndrome, Roy Meadow effectue une certaine forme d'abus de langage car, en réalité, le diagnostic révèle que le parent concerné prend ce pouvoir de lui-même, sans demander l'avis de l'enfant dont il a la charge, que cet enfant soit en âge de comprendre ou pas, restant ainsi une victime directe de l'attitude déviante de son parent.

## Étiologie

### Spectre du recours parental aux soins
Eminson et Postlethwaite ont conceptualisé, comportementalement, le syndrome de Münchhausen par procuration comme relevant d'un comportement excessif de recours aux soins, et le classe comme un cas extrême des troubles factices imposés à autrui, et plus généralement comme un extrême du spectre des comportements de recours aux soins en général.
Les différentes typologies de comportements de recherche de soin postulées, sans nécessairement être constantes au cours du temps, sont :
1. La maltraitance par négligence « classique », où les symptômes de l'enfant sont simplement ignorés ;
2. La mise en danger de la santé de l'enfant par négligence, caractérisée par des présentations tardives de l'enfant aux services de soin, et par une observance sporadique des traitements et du suivi des rendez-vous médicaux ;
3. La non-observance marquée des traitements de l'enfant ;
4. La nonchalance dans l'attention accordée aux symptômes et au suivi du traitement, l'enfant doit ne pas se sentir bien pour que le besoin de soin se fasse remarquer ;
5. Réponse normale, convenable, aux symptômes de l'enfant, la maladie est reconnue et prise en compte convenablement, attention correcte accordée au traitement ;
6. Anxiété au sujet de symptômes minimes, suivi médical fréquent pour des symptômes minimes, adhésion pointilleuse au traitement et utilisation fréquente des médicaments ;
7. Exagération des symptômes, insistance du besoin d'une prise en charge spécialisée, attention zélée aux détails du traitement pour les conditions traitées ;
8. Présentation fréquente aux services de soin avec des symptômes inventés, duplicité dans le récit médical, médicaments donnés en quasi-absence de maladies, et demandes fréquentes d'analyses et d'examens médicaux ;
9. Syndrome de Münchhausen par procuration « classique », induction de symptômes et de maladies.

Les situations 8 et 9 sont considérées comme un trouble factice imposé à autrui, ou encore « syndrome de Münchhausen par procuration ». Le syndrome de Münchhausen par procuration « classique », cas 9, se distingue par l'induction active de symptômes.
Les situations 4, 5, 6 constituent le domaine où il y a un bon accord entre le parent et le professionnel sur le besoin de consulter, contrairement aux autres situations.
Les cas 4, 5, 6 constituent, selon Eminson et Postlethwaite, des situations où les parents sont capables de faire la différence entre leurs propres besoins et ceux de l'enfant. Les cas 2, 3, 7 et 8 relèvent de situations où la capacité des parents de distinguer leurs besoins de ceux de l'enfant est sérieusement compromise, mais où ils peuvent être entravés ou aidés dans leur recours aux soins. Les cas 1 et 9 et parfois 2 et 8 constituent, en revanche, des situations où le parent n'est pas jugé en mesure de distinguer ses propres besoins des besoins de l'enfant.
Dans la situation 9, SMpP classique, le décalage entre le besoin de consulter des parents et la perspective des médecins devient tellement irréconciliable que l'induction de symptômes devient nécessaire pour déclencher l'intervention médicale souhaitée.

### Facteurs déclencheurs d'un recours aux soins
De manière générale, le déclenchement d'un recours aux soins peut être favorisé par différents facteurs. L'explication des comportements de recours au soins, y compris en cas de Münchausen par procuration, a tendance à prendre racine ou à s'articuler autour de ces facteurs. En particulier, ils peuvent modifier l'alignement de la perception des besoins de l'enfant sur les besoins psychologiques du parent,,.
Facteurs affectant l'enfant :
- la tendance de l'enfant à être affecté par des troubles somatiques ou de l'humeur (anxiété, dépression, traits de personnalité histrionique) ;
- les pathologies coexistantes ou préexistantes, comme une sérieuse maladie plus tôt dans sa vie ;
- le conditionnement que des symptômes physiques attirent l'attention parentale plus que d'autres stimuli.

Facteurs affectant les parents :
- la capacité cognitive ou intellectuelle insuffisante pour reconnaître l'importance exacte de symptômes physiques chez l'enfant ;
- la conception de l'enfant à un très jeune âge ;
- l'environnement social et stress (problèmes de couples, soucis financiers ou professionnels, problèmes de santé familiaux, deuils pathologiques) ;
- la santé mentale (anxiété, dépression, ou autres troubles psychiatriques y compris psychotiques) ;
- les expériences de jeunesse combinées à des facteurs psychologiques et environnementaux (les parents qui ont bénéficié d'un niveau d'attention approprié enfants sont plus à même de fournir, en général, une attention appropriée à leurs propres enfants).

Facteurs affectant la famille élargie :
- la tendance familiale à somatiser ou à rester stoïque face à la maladie ;
- l'appartenance culturelle (qui a un impact sur les comportements de recours au soin).

Facteurs environnementaux :
- les éléments augmentant les recours au soins, tels que des nouvelles d'une épidémie d'une maladie contagieuse rare ;
- les éléments diminuant les recours au soins, tels que des nouvelles de médecins notifiant des parents aux travailleurs sociaux.

### Interprétation psychanalytique
Les causes exactes du syndrome de Münchhausen (simple ou par procuration) n'étant pas connues, les spécialistes en sont à développer des hypothèses : certains psychanalystes attribuent ce trouble comportemental à un mécanisme de défense contre des pulsions sexuelles et agressives et d'autres présument que le syndrome de Münchhausen serait une manière de se punir pour des raisons généralement inconscientes. En outre, la présence de conflits familiaux et de troubles de la personnalité peuvent être aussi mis en cause dans cette pathologie. De surcroit, une expérience professionnelle en milieu médical peut être un facteur de risque,.

### Manifestations cliniques
Lorsqu'il y a une « pathologie récidivante avérée » ayant nécessité de multiples hospitalisations, des examens complémentaires négatifs et des traitements sans succès, cela peut impliquer une manifestation de ce syndrome chez le responsable parental qui en émet les demandes. De plus, le fait qu'une éventuelle fratrie puisse avoir subi le même type de demandes de la part du responsable parental dans le passé ou dans le présent peut aussi être un indice de cette manifestation.
L'absence d'une réelle symptomatologie quand l'enfant est séparé du parent est un élément majeur lorsque certains types de symptômes ont été constatés (et qui peuvent avoir été provoqués), tels que :
- les saignements provoqués par la prise d'anticoagulants ;
- les convulsions, telles que la convulsion hyperthermique du nourrisson ;
- les dépressions du système nerveux central ;
- les apnées (l'asphyxie est la première cause de décès) ;
- les diarrhées, fièvres, éruptions cutanées et vomissements ;
- les vomissements ou empoisonnements : 2e cause de décès, l'ipéca est le toxique le plus utilisé ;
- les fièvres ;
- les rougeurs et éruptions cutanées.

Au-delà des conditions médicales permettant d'inférer un SMpP en testant l'évolution des symptômes lorsque l'enfant est séparé du parent, une étude rétrospective a mis en évidence des exagérations fréquentes de symptômes de maladies telles que :
- l'exagération de la gravité de symptômes asthmatiques ou allergiques ;
- l'exagération de la gravité d'infection sino-pulmonaires ;
- l'exagération de réactions aux médicaments ;
- les opérations otorhinolaryngologiques, notamment l'implantation chirurgicale d'un drain transtympanique, ou « diabolo ».

La mère biologique est le parent responsable dans une grande proportion des cas. Elle travaille souvent dans les milieux sanitaires (hôpital ou services paramédicaux). L'ensemble des couches sociales semblent concernées et la mère présente un comportement stéréotypé car particulièrement attentionnée, elle passe de longues heures au chevet de son enfant, tout en ne semblant pas forcément aussi inquiète que le personnel soignant. Ces femmes s'épanouissent dans ce rôle d'aide aux soins et sont souvent, par leur attitude, l'objet d'une admiration de la part du personnel soignant et des autres mères. Selon une estimation, 30 à 40 % d'entre elles souffriraient déjà d'un syndrome de Münchausen simple,.

## Épidémiologie

### Prévalence

#### Difficultés de l'estimation
Ce syndrome est généralement considéré comme très rare mais sa prévalence (ou taux de prévalence) réelle est inconnue. De nombreux biais s'opposent à une évaluation fiable de la prévalence.
Le principal biais est celui de la difficulté de le soupçonner, de le diagnostiquer et d'en rendre compte.
L'autre biais majeur est celui de la calibration de la détection du SMpP sur les cas critiques et/ou médiatiques : le SMpP se caractérise par la dimension de la tromperie (de l'exagération à l'induction) et par la dimension psychologique caractérisant le falsificateur ou l'inducteur comme étant motivé par la recherche d'attention, de compassion ou de reconnaissance vis-à-vis du corps médical. Des cas de moindre intensité iatrogénique peuvent exister selon ces critères, mais leur détection et diagnostic est d'autant plus difficile. Mécaniquement, cela leur permet éventuellement de durer plus longtemps sur des enfants de plus de 6 ans ou des adolescents, ce qui augmente l'effet nocif du SMpP au fur et à mesure du temps, et diminue davantage la capacité de discrimination entre facticité et chronicité de la maladie induite, qui s'accompagne éventuellement du développement d'un syndrome de Münchhausen simple chez la victime. La prévalence de tels SMpP de moindre intensité n'est donc simplement pas connue.
Les quatre issues possibles à un SMpP sont en effet :
- la mort de la victime ;
- la détection par le corps médical ;
- la dénonciation par la victime ;
- la survie de la victime sans dénonciation ou sans prise de conscience.

Les études épidémiologiques actuelles n'appréhendent que les deux premiers cas, les deux derniers cas n'étant pas recensés et correspondent vraisemblablement aux SMpP de moindre intensités.

#### Données épidémiologiques
En Grande-Bretagne, d'après une étude de Roy Meadow et de son équipe publiée en 1996, 128 cas ont été rapportés sur deux ans, avec 8 décès. Ceci suggère une prévalence de 0,0005 % dans la population âgée de moins de 16 ans, et de 0,0028 % dans la population âgée de moins d'un an. Une étude néo-zélandaise évalue quant à elle la prévalence en population de moins de 16 ans à 0,002 %. Ces chiffres dénombrent les SMpP qui ont été communiqués aux services compétents. Les SMpP qui ont été détectés mais non communiqués, ainsi que les SMpPs qui n'ont pas été détectés, ne sont pas reflétés par ces chiffres.
Pietro Ferrara et son équipe ont publié une étude en 2013 à partir de présentations de 751 patients enfants dans un service de pédiatrie à Rome. 0,53 % d'entre eux rencontrent les critères de falsifications d'un SMpP selon les modalités diagnostiques de Rosenberg. La mère est citée pour responsable dans les trois des quatre cas des présentations d'enfants. Une étude antérieure à la définition des critères diagnostics de Rosenberg, sur les situations s'apparentant au SMpP dans le domaine des apnées infantiles induites (asphyxies) relève une prévalence lors de présentations cliniques de 0,27 %. L'ordre de grandeur est consistant avec celui de Ferrara. Il y a donc une augmentation probable de plusieurs ordres de grandeur de la prévalence du SMpP du point de vue de la présentation des enfants au corps médical comparativement à la prévalence en population générale. Cela suggère que le problème de la rareté du SMpP et de sa prévalence estimée en population générale, non résolu, est moins pertinent que celui des pratiques de détection et de prévention en milieu médical.

#### SMpPs d'expression psychiatrique
Des cas de SMpP d'expression essentiellement psychiatrique (plutôt que physique) ont été théorisés, recensés et discutés,,,,,,,. Le sujet est trop peu développé pour pouvoir en extraire des généralités cliniques comparables à ce qui existe pour le SMpP « physique ». Toutefois, la littérature permet d'y remarquer les traits suivants, plus spécifiques d'un SMpP d'expression psychiatrique que d'un SMpP « physique » :
- celui-ci a été observé sur des enfants plus âgés et des adolescents[58],[59],[62],[64],[65].
- la procédure diagnostique dure plusieurs années[58],[62],[65];
- les réactions de l'enfant à la situation sont interprétés comme maladifs, compliquant la détection[63],[65];
- un sentiment prédomine que le phénomène est plus fréquent qu'imaginé, mais minimisé[62],[63],[65];
- la question des modalités de collecte des symptômes, basée sur l'interrogatoire des parents plutôt que sur des tests objectifs, facilite la mise en place d'un SMpP[60],[62];
- la procédure diagnostique du SMpP d'expression psychiatrique est identique à celle du SMpP « physique », mais le test de séparation s'avère plus difficile à interpréter[62],[65];
- l'enfant peut développer conversions, hypocondrie, et éventuellement un Münchhausen simple après quelques années, compliquant davantage le diagnostic de SMpP[65];
- un trouble psychiatrique préexistant chez l'enfant peut aussi être un déclencheur du SMpP chez le parent[65].
- la nécessité d'évaluer l'enfant d'un point de vue psychiatrique après l'arrêt du SMpP pour pouvoir déterminer sur la durée sa construction psychopathologique afin de pouvoir confirmer un diagnostic de SMpP[65];

La prévalence du SMpP d'expression psychiatrique est donc à l'heure actuelle inconnue, tant que des procédures et pratiques diagnostiques effectives ne sont pas calibrées pour pouvoir le détecter.
Selon le journaliste santé Thomas Coucq qui a interrogé le psychiatre Michel Botbol et le Dr Ivan Godfroid, « la forme la plus fréquente de SMpP consiste généralement à rechercher pour l’enfant un diagnostic psychiatrique, généralement établi sur l'interrogatoire du ou des parents qui peuvent facilement donner des réponses non conformes ou fausses ».[source insuffisante]

### Études sur les victimes
Bien que le syndrome de Münchhausen par procuration soit généralement observé dans une relation entre une mère et son jeune enfant, les victimes de ce type de maltraitance ne se réduisent pas à cette catégorie : des cas de Münchhausen par procuration impliquent d'autres catégories d'âge, comme des enfants plus âgés,, des adolescents,, des adultes, des fétus,, des personnes âgées,, et des cas observés concernent même des animaux de compagnie.
La mortalité d'un SMpP sur un enfant en bas âge s'évalue à 6 % au moment de la détection selon une étude de Mary Sheridan récapitulant la littérature autour des cas publiés. Les victimes étaient généralement âgées de moins de 4 ans. Le diagnostic a pris en moyenne 21,8 mois à être posé. 7,3 % souffrent de problèmes de santé chroniques ou permanents. De plus, la mortalité fut calculée à 6 % parmi les victimes détectées, dans un contexte où 25 % des membres de la fratrie étaient précédemment décédés au moment de la détection du cas concerné et 61,3 % des membres de la fratrie souffraient de problèmes de santé similaires à ceux de la victime détectée. La mortalité de 6 % est une mortalité associée à un SMpP après détection et ne peut pas être extrapolée en une mortalité associée à un SMpP non détecté.
Dans les cas d'empoisonnements ou de suffocations, la mortalité a été estimée à 33 %.

## Polémiques et controverses

### Controverses médicales
Dès sa découverte, ce syndrome a été la source d'une certaine confusion qui s'est exprimée de différentes façons : multiples définitions, voire multiples interprétations et une réelle incapacité pour la communauté scientifique d'établir de façon satisfaisante une définition relativement précise parce que l'affection n'est pas en elle-même du domaine de la pédiatrie. Le Professeur canadien Jean Labbé, du département de pédiatrie de l'université Laval, à Québec, cite en exemple, dans un de ses cours, le malentendu qui s'est mis en place pour définir réellement ce qu'est le syndrome de Münchhausen par procuration, à la suite des désaccords évidents entre spécialistes « historiques » tels que les Prs Masterson et Rosenberg qui ne tirent pas les mêmes conclusions que le Pr Meadow, pourtant créateur de ce concept. Le désaccord tient aussi au développement de la maltraitance qui peut en découler.
La réalité médicale du syndrome a été mise en doute, au profit d'une construction sociale, le concept de SMpP se développerait selon un modèle analogue à celui, historique, de la sorcellerie au Moyen Âge. Les observations relèveraient d'une « logique circulaire » dans un système de croyances auto-entretenues. Des motivations socio-politiques sont avancées, comme le contrôle social des parents et des mères en particulier.
La pédopsychiatre et psychanalyste française Caroline Eliacheff estime qu'il s'agit d'un diagnostic très difficile à poser : « En France, on ne met pas de caméra. On ne soumet pas la mère au chantage en lui disant que si elle n’avoue pas, on lui retirera son enfant, meilleur moyen d’obtenir de faux aveux. Souvent, il s’agit d’un diagnostic par défaut. ». Elle souligne une dérive dans l'utilisation des critères diagnostiques : « le SMPP apparaît de plus en plus comme le danger que représentent les mères qui s’impliquent trop avec leur enfant. […] Plus récemment, encore par extension, des experts ont proposé d’étendre le concept de SMPP aux mères qui passent trop de temps non pas à l’hôpital, mais à l’école, imposant la recherche de troubles cognitifs, de troubles psychologiques ou d’hyperactivité, bref aux emmerdeuses, surtout quand elles exercent le métier de psychologue. […] Schreier, un psychiatre américain, veut que l’on inclue dans le syndrome de Münchausen par procuration les mères qui harcèlent la police, les travailleurs sociaux et le milieu scolaire. ».

### Affaires judiciaires de Roy Meadow
Au cours des années 1990 et au début des années 2000, Roy Meadow fut expert judiciaire dans plusieurs affaires d'homicides relatives au SMpP. Dr Meadow fut anobli pour ses travaux dans le domaine de la protection de l'enfance, bien, qu'ultérieurement, sa réputation, et incidemment la crédibilité du SMpP, fut sévèrement entamée lorsque plusieurs condamnations d'homicide d'enfants, dans lesquelles il eut agi en tant qu'expert judiciaire, furent infirmées. Les mères impliquées dans ces affaires furent condamnées à tort du meurtre de deux ou plus de leurs enfants, et avaient pu effectuer plus de six années de prison,.
L'affaire décisive fut celle de Sally Clark. Clark était une avocate condamnée à tort en 1999 des homicides de deux de ses bébés garçons, largement en raison des éléments présentés par Meadow. Au moment du procès de Sally Clark, Roy Meadow était en train de préfacer une étude de nature épidémiologique et statistique sur environ 400 cas de morts subites du nourrisson visant à établir quels en sont les facteurs de risque. En l'absence de ces facteurs de risque, selon ce rapport, le risque de mort subite du nourrisson s'estime à 1 contre 8 543 (contre 1 contre 200 en présence maximale des facteurs de risque). En estimant que chaque mort subite du nourrisson, Meadow affirma, en multipliant les probabilités, que la probabilité de 2 morts subites du nourrisson en l'absence de ces facteurs de risque est de 1 contre 73 millions. Ce chiffre fut essentiel à la condamnation de Clark à la prison ferme mais fut âprement contesté par la Royal Statistical Society, qui manifesta sa désapprobation au Lord Chancellor.
Il n'est en effet pas légitime de multiplier des probabilités estimées de la façon de Roy Meadow l'a fait, ce qui exclut la possibilité de tirer des conclusions de ces études dans le cas de morts subites multiples de nourrissons dans une fratrie,[source insuffisante]. Ironiquement, ce point était noté noir sur blanc dans l'étude que Meadow citait à l'appui de ce chiffre ; cette même erreur probabiliste fut mentionnée par la défense, mais la cour jugea que cela « n'était pas suffisant pour affecter la sûreté du jugement ». Il apparut plus tard que des éléments probants incriminaient une infection de Staphylococcus aureus qui se serait propagée jusque dans le fluide cérébro-spinal de l'enfant. Clark fut libérée en janvier 2003 après que trois juges aient annulé ses condamnations, en cour d'appel, à Londres ; mais souffrant du traumatisme catastrophique de son expérience, elle mourut ultérieurement d'un empoisonnement à l'alcool,. Meadow fut impliqué en tant que témoin de l'accusation dans trois autres affaires hautement médiatisées qui aboutirent à ce que des mères soient emprisonnées et ultérieurement rétablies dans leurs droits — celles de Trupti Patel (en), Angela Cannings (en), et Donna Anthony (en).
Cela étant, les données statistiques en jeu dans le cas de Sally Clark contiennent tellement de zones d'ombres que les critiques des statisticiens de la Royal Statistical Society peuvent assez aisément être perçues comme simplistes. Les deux points essentiels, hors du cas Sally Clark, où la critique de l'utilisation des statistiques par Meadow est elle-même critiquée, sont les suivants :
- la classification entre mort subite du nourrisson et meurtre est très difficilement estimable, surestimant par construction la probabilité d'une mort subite du nourrisson comparativement à celle d'un meurtre. Cette problématique de classification a des importances non négligeables dans l'évaluation des probabilités conditionnelles de meurtres répétés et de morts subites du nourrisson répétées.
- la critique de la Royal Statistical Society au sujet de l'amateurisme de Meadow, qui adhérait implicitement à l'hypothèse d'indépendance des probabilités de morts subites de nourrisson lors de cas répétés, est celle adressée par des statisticiens à un pédiatre qui outrepasserait son champ de compétence. Cela étant, en affirmant la non-indépendance de ces probabilités, la Royal Statistical Society outrepasse elle-même son champ de compétence en prenant position sur une question pédiatrique. Il se trouve que l'opinion de l'indépendance conditionnelle de ces probabilités était considérée à l'époque par des pédiatres, et semblait ne pas être une opinion minoritaire.

En 2003, Lord Howe, le porte-parole de l'opposition officielle sur la santé, accusa Meadow d'inventer une « théorie sans fondement scientifique » et de refuser de produire toute forme de réelles données probantes démontrant que le syndrome de Münchhausen par procuration existe réellement. Il est important de distinguer entre le fait de faire du mal à un enfant, qui peut être facilement vérifié, et l'intention, qui est beaucoup plus difficile à vérifier et que le syndrome de Münchhausen par procuration prétend expliquer. Par exemple, un proche peut souhaiter faire du mal à un enfant par méchanceté et tenter de le dissimuler en maladie pour échapper à la détection de la maltraitance, plutôt que de tenter d'attirer l'attention et de susciter la sympathie.
La distinction est souvent cruciale dans les procédures criminelles, dans lesquelles le procureur se doit de démontrer à la fois l'acte et l'élément mental constitutif d'un crime pour pouvoir établir la culpabilité. Dans la plupart des juridictions, un médecin peut fournir une expertise portant sur l'atteinte faite à l'enfant, mais ne peut pas se permettre de spéculer sur les motifs du proche. Un diagnostic de « maladie falsifiée ou induite par un proche » se réfère simplement au fait que la maladie est induite ou falsifiée, et ne circonscrit pas les motivations de tels actes spécifiquement au besoin d'attention et/ou de compassion du proche maltraitant.
En tout, environ 250 affaires ayant abouti à une condamnation dans laquelle Meadow produisit une expertise furent révisées, avec peu[réf. nécessaire] d'altérations du verdict. Le General Medical Council britannique enquêta sur Meadow au sujet des éléments qu'il fournit dans le procès de Sally Clark. En juillet 2005, le GMC déclara Meadow coupable de « faute professionnelle grave », et il fut radié du registre des médecins pour avoir fourni des éléments « erronés » et « trompeurs ». En appel, le juge a la Haute Cour, Mr. Justice Collins, affirma que la sévérité de la peine « confinait à l'irrationnel » et l'annula,.
Le jugement de Collins soulève des points importants au sujet de la responsabilité d'un expert judiciaire — son point de vue est que d'en référer au GMC constitue une menace inacceptable de la part de la partie perdante, et que seule la cour est chargée de déterminer si ses experts sont sérieusement déficients, et les en référer elle-même aux juridictions des organismes professionnels.
De surcroît, après la controverse au sujet des expertises, un article apparut dans littérature forensique qui entra en détail sur les affaires judiciaires ayant fait l'objet de controverses au sujet de la personne suspectée d'homicide. L'article passe brièvement en revue la recherche et les affaires criminelles ayant trait au syndrome de Münchhausen par procuration dans laquelle des mères et soignants psychopathes étaient les meurtriers. Il souligne également brièvement l'importance de la collecte de données comportementales, entre autres les observations des parents qui commettent des actes criminels. L'article référence les travaux de 1997 de Southall (en), Plunkett, Banks, Falkov, et Samuels, dans lesquels des caméras vidéo dissimulées furent utilisées pour surveiller les chambres d'hôpital soupçonnées d'héberger des enfants victimes de SMpP. Dans 30 des 39 cas, un parent fut observé en train d'asphyxier intentionnellement son enfant ; dans deux cas, ils furent observés en train de tenter d'empoisonner leur enfant ; dans un autre cas, la mère brisa délibérément le bras de sa fille âgée de 3 ans. Poussant plus en avant leur enquête, ces 39 patients, âgés de un mois jusqu'à trois ans, avaient 41 frères et sœurs ; 12 d'entre eux moururent subitement sans qu'on ne s'y attende. L'utilisation de caméras vidéo dissimulées, bien qu'apparemment très efficace, suscite la controverse dans certaines juridictions au sujet de la protection de la vie privée.

### Polémiques sociales et judiciaires

#### Contestations du diagnostic du SMpP

##### Aux États-Unis
Des mouvements d'opposition ont été créés aux États-Unis sous la forme de groupes de soutien, pour venir en aide aux parents considérés comme faussement accusés de maltraitance. Le plus actif de ces mouvements se dénommant sous l'acronyme M.A.M.A (Mothers Against Munchausen by proxy Allegations) nie l'existence de ce syndrome.

##### En France
Deux cents associations françaises du domaine de l'autisme, en particulier Autisme France, estiment que des confusions ont existé et existent encore, au niveau de l'établissement du diagnostic, entre le syndrome de Münchhausen par procuration (accusant généralement la mère), et des cas d'autisme, y compris de syndrome d'Asperger.
Danièle Langloys, la présidente d'Autisme France, a déclaré : « C’est ainsi que se développe en France, et seulement dans ce pays, une épidémie unique au monde de Syndrome de Münchhausen par procuration, dont sont accusées principalement des femmes seules : la littérature scientifique internationale n’aurait recensé que 277 cas dans le monde de personnes qui créent des troubles somatiques chez leurs enfants en les intoxiquant par exemple »,. Ces associations de parents, ainsi que des personnes elles-mêmes autistes, dénoncent, devant l'opinion publique, ce qu'elles estiment être une « dérive » du corps médical pédopsychiatrique français, influencé par des théories psychanalytiques considérées comme obsolètes, et tentent de contester la séparation mère-enfant devant les tribunaux,.

##### En Belgique
La psychologue belge Irène Knodt-Lenfant a été accusée par certains professionnels de santé d'avoir un SMpP, et de justifier ses propres théories sur l'autisme avec son fils adoptif Claudin. Il a finalement été diagnostiqué autiste à 8 ans.

## Témoignages de victimes
Plusieurs personnes, telles que Julie Gregory aux États-Unis,, Roos Boum, et Nina Blom aux Pays-Bas, ou Delphine Paquereau en France,,, toutes trois victimes de sévices ou falsifications médicales, et auteurs d'ouvrages de témoignage autobiographique, désirent porter à la connaissance du public les formes de maltraitance graves qui relèvent d'un SMpP et les conséquences pour les enfants lorsque le SMpP n'est pas diagnostiqué à temps. Julie Gregory insiste en particulier sur la nécessité de retirer les enfants de tels environnements familiaux, sous protection judiciaire.

### Le rappeur Eminem

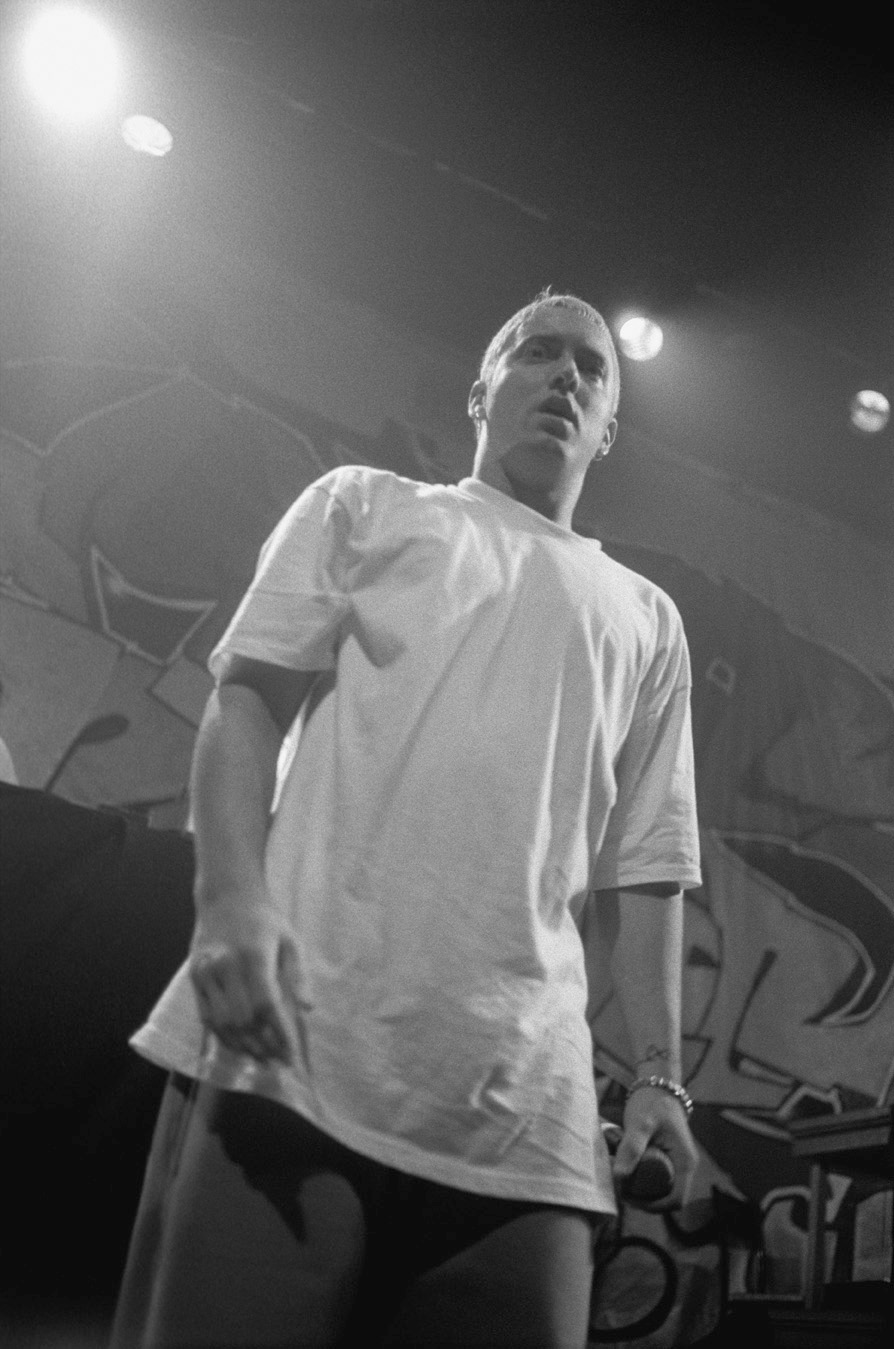
Le chanteur Eminem a déclaré avoir été la victime d'une mère atteinte du MSbP.

Dans deux de ses chansons, le chanteur et rappeur américain Marshall Bruce Mathers III, plus connu sous le nom de Eminem, évoque le fait que sa mère lui inventait des maladies et lui administrait des médicaments non prescrits pour le « soigner ».
Il se déclare donc ouvertement victime du syndrome de Münchhausen. Dans la chanson Cleanin' Out My Closet, il relate cette fausse maladie inventée par sa mère et dans My Mom il raconte l'administration de médicaments qui l'auraient empoisonné doucement durant son enfance[source insuffisante].

## Aspect légal
Reconnue comme une maltraitance, toute conséquence qui se baserait sur une éventuelle manifestation de ce syndrome, dûment diagnostiquée par une autorité médicale compétente, repose donc sur la législation française liée à la protection des enfants victimes de sévices. Elle entraîne, à la suite d'un signalement, l'action et l'intervention des autorités administratives telles que les services de protection maternelle et infantile, les services départementaux d'Aide sociale à l'enfance et les services sociaux de secteur, sans oublier les services judiciaires (DPJJ).

### L'affaire Garnett-Spears
Une Américaine de 27 ans a été condamnée, en avril 2015 dans un tribunal de l'État de New York, à 20 ans de prison, pour avoir tué son fils de cinq ans en lui faisant ingérer d'énormes quantités de sel. À la suite des avis des experts, le juge a estimé que la condamnée souffrait d'une maladie mentale, connue comme étant l'expression d'un cas de syndrome de Münchhausen par procuration.

### L'affaire Dee Dee Blanchard
En 2015, une mère américaine de 48 ans, Dee Dee Blanchard, originaire de Louisiane, jusque-là considérée comme une mère courageuse ayant pris soin de sa fille handicapée dénommée Gypsy Rose, a été assassinée par cette dernière. Celle-ci revendique, en fait, un acte de légitime défense face à une mère qui lui donnait des médicaments pour la rendre malade et la forçait à se déplacer en fauteuil roulant alors qu'elle était valide. Un documentaire de 82 minutes titré en anglais Mommy Dead and Dearest, entièrement consacré à ce fait et réalisé par Erin Lee Carr a été diffusé sur la chaîne américaine Home Box Office le 11 mars 2017.En 2019, la saison 1 de The Act est entièrement consacrée à ce fait divers. La mère est interprétée par Patricia Arquette.

### Quelques affaires françaises
En juillet 2002, la cour d'assises du Pas-de-Calais de Saint-Omer prononce une peine de huit années d'emprisonnement à l'encontre d'une mère qui a empoisonné par trois fois deux de ses plus jeunes enfants, jusqu'au décès de l'un d'eux. Durant le procès le syndrome de Münchhausen a été évoqué par les experts pour expliquer le comportement de cette mère.
En octobre 2011, une femme de 42 ans, accusée d'avoir attenté à la vie de ses trois enfants en leur administrant de la morphine, a été acquittée par la cour d'assises des Bouches-du-Rhône au bénéfice du doute, cependant, selon l'avis de certains psychiatres, cette mère aurait pu souffrir du syndrome de Münchhausen.
En novembre 2014, le tribunal correctionnel de Thionville en Moselle a condamné une infirmière à deux ans de prison avec sursis et obligation de soin pour avoir injecté trois doses d'insuline à son bébé âgé d'un an. Le syndrome de Münchhausen a été évoqué par des experts lors du jugement.

### Fausses accusations d'abus sexuel
Selon Georges Dupuy, militant québécois d'une association de défense des pères et maris, qui publia un livre en l'an 2000 au sujet de cas de fausses accusations d'abus sexuels sur des femmes et des enfants que peuvent porter certaines personnes à l'égard de pères ou de maris, il pourrait exister (dans certains cas) des possibilités de « souvenirs induits », voire de SMpP, qui seraient à l'origine de dénonciation calomnieuse.
Ce cas a également été évoqué lors de l'affaire Iacono, affaire judiciaire française datant de 2001, durant laquelle un petit-fils a accusé son grand-père de viol, avant de se rétracter.

## Représentation dans les arts et la littérature
Le thème est récurrent dans la plupart des séries de fiction médicale, comme Urgences ou La Vie avant tout, ou policière — comme Bron (saison 2) ou True Detective (saison 1, épisode 6). Cependant, il ne faut pas oublier l'aspect fictionnel et largement romancé de ce type d'œuvre.

### Dans la littérature

#### Récits autobiographiques
- Julie Gregory, Ma mère mon bourreau, Paris : Éditions l'Archipel, 2006, 275 p.
- Delphine Paquereau, Câlins assassins, Paris : Max Milo Éditions, 2016, 256 p.

#### Nouvelles et romans
- Thierry Jonquet, Moloch, Paris, Gallimard, coll. "Série noire", 1998, 383 p.[125],[126]
- Chrystine Brouillet, Soins intensifs, Montréal, La Courte échelle, 2000, 250 p. (OCLC 43710764).
- Claire Castillon, Insecte : nouvelles, Paris, Fayard, 2005, 160 p. (OCLC 470164484)
- Patricia Cornwell, La Séquence des corps, Paris, Éditions des Deux Terres, 2006, 487 p.
- Gillian Flynn, Sur ma peau, Calmann-Lévy, coll. « Suspense », 2007 ((en) [Quoi ?], 2006), trad. Christine Barbaste, 285 p.  (ISBN 978-2-7021-3781-9)
- Sebastian Fitzek, Thérapie, Paris Archipel, Montréal, Québec Édipresse, 2008, 277 p. (OCLC 312703745)
- Marie Neuser, Un petit jouet mécanique, Marseille, l'Écailler, impr. 2012 ; 157 p. (OCLC 812517363)
- Louise Tremblay-D'Essiambre, Les sœurs Deblois tome 2 Émilie, Laval, Guy Saint-Jean Éditeur.

#### Bande dessinée
- Andrea H. Japp (scénario) et Berndard Katou (dessins) : Le Syndrome de Munchaüsen, Paris, EP Éditions, 2003, 70 p. (Petits meurtres)

### Au cinéma et à la télévision
Le cinéma et la télévision ont inspiré des films de niveaux divers, dont certains ont eu tendance à tomber dans le sensationnalisme sans trop de rapport avec la réalité. La liste, ci-dessous, bien que non exhaustive, présente les principaux films et les téléfilms diffusés en France, aux États-Unis et au Canada, par ordre chronologique, sur le sujet.

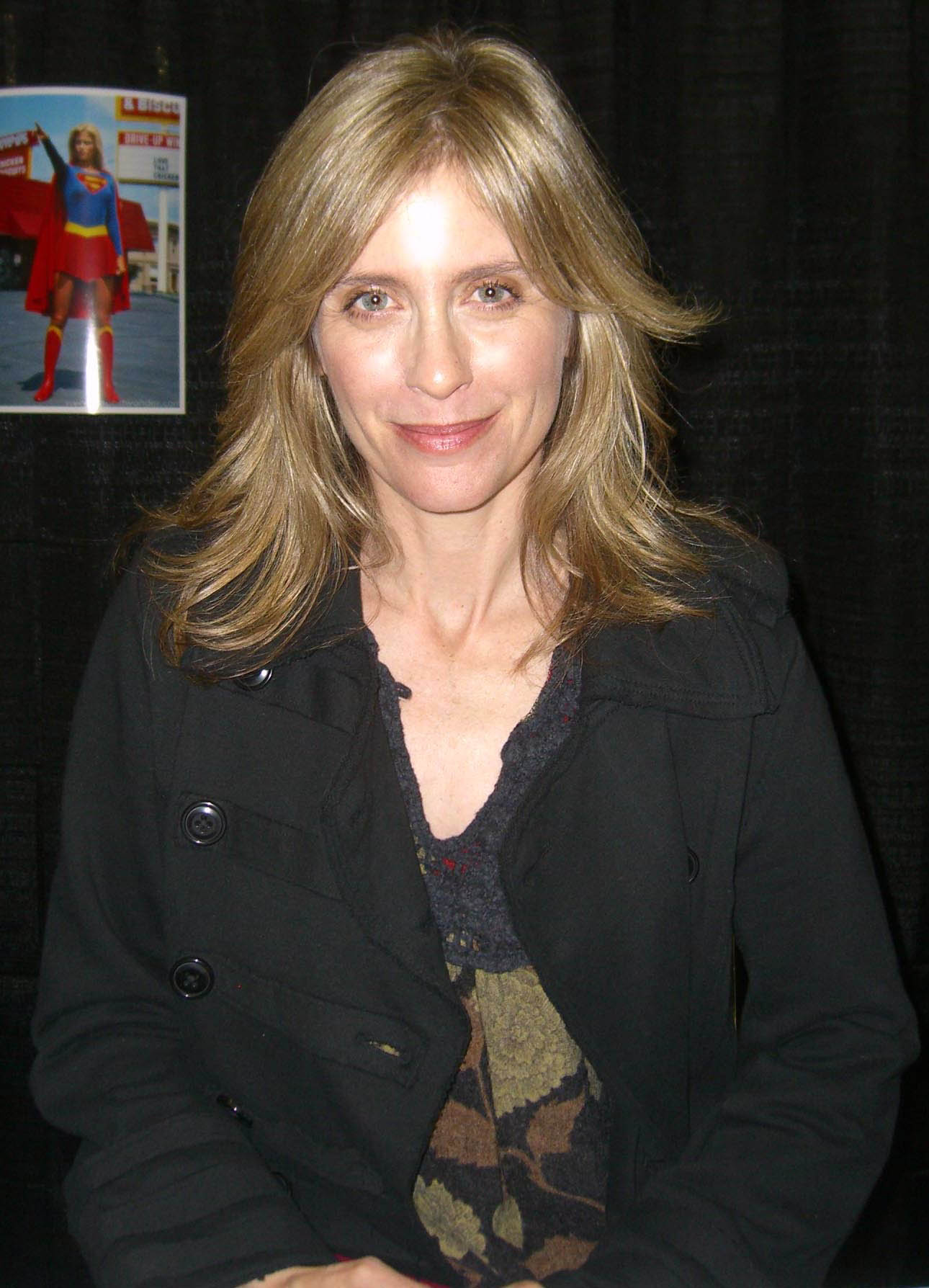
L'actrice Helen Slater joue le rôle d'une mère atteinte de ce syndrome dans le téléfilm Une mère indigne.

- A Child's Cry for Help (en), téléfilm, (1994) :

Ce petit téléfilm américain, très respectueux de la définition du syndrome, reste peu connu hors de son pays d'origine. C'est en outre, historiquement, la première œuvre de fiction filmée basée sur les méfaits de ce syndrome, alors que celui-ci n'avait été défini pour la première fois que 17 ans avant sa diffusion.
Ce premier téléfilm sur le syndrome, interprété notamment par Pam Dawber et Veronica Hamel, qui se termine sous la forme d'un « Happy end » typique de l'époque, a été diffusé sous le titre « Un enfant en danger » dans certains pays francophones.
- Sixième Sens, film (1999) :  Dans ce film, un des enfants décédés (et ressenti en vision par le jeune héros) a été empoisonné progressivement par sa mère qui désirait ainsi attirer la compassion de son entourage lors de son deuil.
- Boulevard du Palais, saison 1, épisode 2 : Le prix d'un enfant (1999)
- Julie Lescaut, épisode 46 : Disparitions (2001) : Dans cet épisode de cette série qui fut très populaire en France, la commissaire Julie Lescaut devra gérer la disparition d'un enfant. Au fil de l'enquête, après diverses pistes, dont celle d'un pédophile, le dénouement révélera que l'enfant a été tué « accidentellement » par sa mère. Le terme « syndrome de Münchhausen par procuration » sera prononcé une seule fois durant cet épisode par la commissaire pour expliquer le geste de la mère, sans qu'aucun autre commentaire n'y soit ajouté.
- La Prison de verre, film (2001) :  Dans ce film, même si le mauvais traitement des enfants de la part des dépositaires de l'autorité parentale est évident, il est difficile d'admettre une franche manifestation du Syndrome de Münchhausen par procuration, par la nature même d'un scénario très romancé et plutôt avide de sensations fortes[129]
- La Mort en ligne, film (2003) :  Film japonais qui servira de base à un remake américain dénommé « One missed call », cinq ans plus tard.
- RIS police scientifique, saison 3, épisode 9 : QI149 :  Cette série française présente une vision particulière du SMpP. Cette fois-ci, il s'agit d'un père qui maltraite son enfant de 10 ans, le rendant malade en lui administrant des anticoagulants mais qui tente, pour se disculper, de faire accuser la mère de ce mauvais traitement. Le nom du syndrome est prononcé plusieurs fois pour accuser de la mère, mais les enquêteurs ne seront pas dupes de la duplicité du père et finiront par le faire déférer au parquet.
- La Prison de verre 2, film (2006) :  Suite du film précédent tout aussi romancé.
- Supernatural, série télévisée américaine, saison 3, épisode 5 (2007)
- One Missed Call, film (2008) :  Film fantastique américain, remake d'un film japonais plus ancien, qui utilise comme trame le syndrome de Münchhausen par procuration afin de servir de cadre à une vengeance impitoyable. Le scénario est fort en rebondissements très classiques des films hollywoodiens, mais reste sans grand intérêt si on veut bien comprendre le syndrome.
- Proxy (2013) :  Film fantastique américain qui évoque le syndrome de façon très secondaire et surtout très romancée.
- Une mère indigne (The Good Mother), téléfilm (2013) :  Bien que le titre du film français contredise paradoxalement le titre anglais, ce téléfilm américain réalisé par Richard Gabai et diffusé en 2013 à la télévision reste très hollywoodien par sa nature romancée. C'est une œuvre qui présente de façon assez conventionnelle mais réaliste les dérives d'une mère visiblement atteinte de ce syndrome[130].
- Bron, série télévisée scandinave, saison 2, épisode 6 (2013)
- True Detective, série télévisée américaine, saison 1, épisode 6 (2014)
- La Neuvième de Louis Drax[131] (2016) thriller fantastique adapté du roman éponyme écrit par Liz Jensen
- Profilage, saison 7, épisode 3 (2015) : Cette série française présente un épisode évoquant un cas d'erreur de diagnostic : une mère de famille est suspectée de maltraitance et diagnostiquée SMpP par un psycho-criminologue, mais celui-ci se trompe.
- Cassandre, saison 3, épisode 3 (2019) : Au cours de l'enquête se découvre qu'une mère est malade de ce symptôme, jusqu'à affabuler et tuer son mari qui découvre la vérité.
- Sharp Objects, mini-série télévisée américaine (2018)
- New York, unité spéciale, dans l'épisode 19 de la saison 5, les enquêteurs arrêtent une grand-mère qui rendait sa petite-fille malade. Et dans l'épisode 10 de la saison 19, les enquêteurs doivent protéger une fille de sa mère qui est atteinte du syndrome et qui la rendait malade, l'affaire se complique lorsque la fille assassine sa mère.
- Motive, dans l'épisode 6 de la saison 4, on découvre que la victime était atteinte du syndrome et qu'elle rendait malade le fils de son petit-ami pour attirer l'attention sur son blog. On découvre aussi qu'elle a tué le fils de son ex-petit-ami de cette façon.
- The Politician: série télévisée américaine 2019 sur Netflix
- The Stranger (Intimidation en France): série britannique 2020, Netflix, inspirée du livre d'Harlan Coben du même nom
- The Act, série américaine (2019), Hulu ; la saison 1 basée sur l'affaire Dee Dee Blanchard (interprétée par Patricia Arquette) raconte la maltraitance subit par sa fille Gypsy Rose (interprétée par Joey King) ayant conduit au meurtre.
- Balthazar, saison 3, épisode 5 (2020) : série française qui suit le travail d'un médecin légiste et d'une capitaine de police. Dans cet épisode, un double homicide conduit les enquêteurs à découvrir qu'une mère est atteinte du SMpP. Elle a ainsi déjà causé la mort de sa fille ainée et met en danger la vie de sa cadette.
- Run, film américain de Aneesh Chaganty (2020) : une adolescente, qui a passé sa vie recluse avec sa mère, découvre le terrible secret que cette dernière lui cache depuis de nombreuses années. La vie idyllique de l'adolescente bascule...
- Le Renard : Épisode 422: Le secret de Pia
- The Blacklist, saison 9, épisode 14 : deux femmes enlèvent et empoisonnent des mères apparemment innocentes, mais en réalité les victimes empoisonnaient eux-mêmes leurs enfants par syndrome de Münchhausen par procuration, et l'enlèvement des mères permettaient aux véritables victimes de récupérer.

#### Reportage à la télévision
- Émission Le Monde en face, diffusée sur France 5, du 21 février 2017 « Ma mère, mon poison » [132] À la suite de la diffusion de ce reportage durant lequel le terme de SMpP est évoqué, un débat est organisé avec le docteur Pierre Canouï, pédopsychiatre à l'hôpital Necker, le docteur Micheline Blazy, gynécologue, directrice de l'unité « Mère-Enfant » de l'hôpital du Vésinet et Boris Cyrulnik, neuropsychiatre.